# فرانك مارشال (لاعب كرة قدم)
فرانك مارشال (بالإنجليزية: Frank Marshall)‏ (1 يناير 1904 في المملكة المتحدة - 1 يناير 1928 بغلاسكو في المملكة المتحدة) هو لاعب كرة قدم بريطاني (وحمل سابقاً جنسية المملكة المتحدة لبريطانيا العظمى وأيرلندا) في مركز الهجوم. لعب مع نادي برينتفورد ونادي رينجرز ونادي غيلينغهام ونادي فالكيرك وShawfield F.C. ‏ وGlasgow United F.C. ‏.